# Organisation territoriale de la Grèce
Pour les régions traditionnelles de Grèce, voir Régions traditionnelles de Grèce.

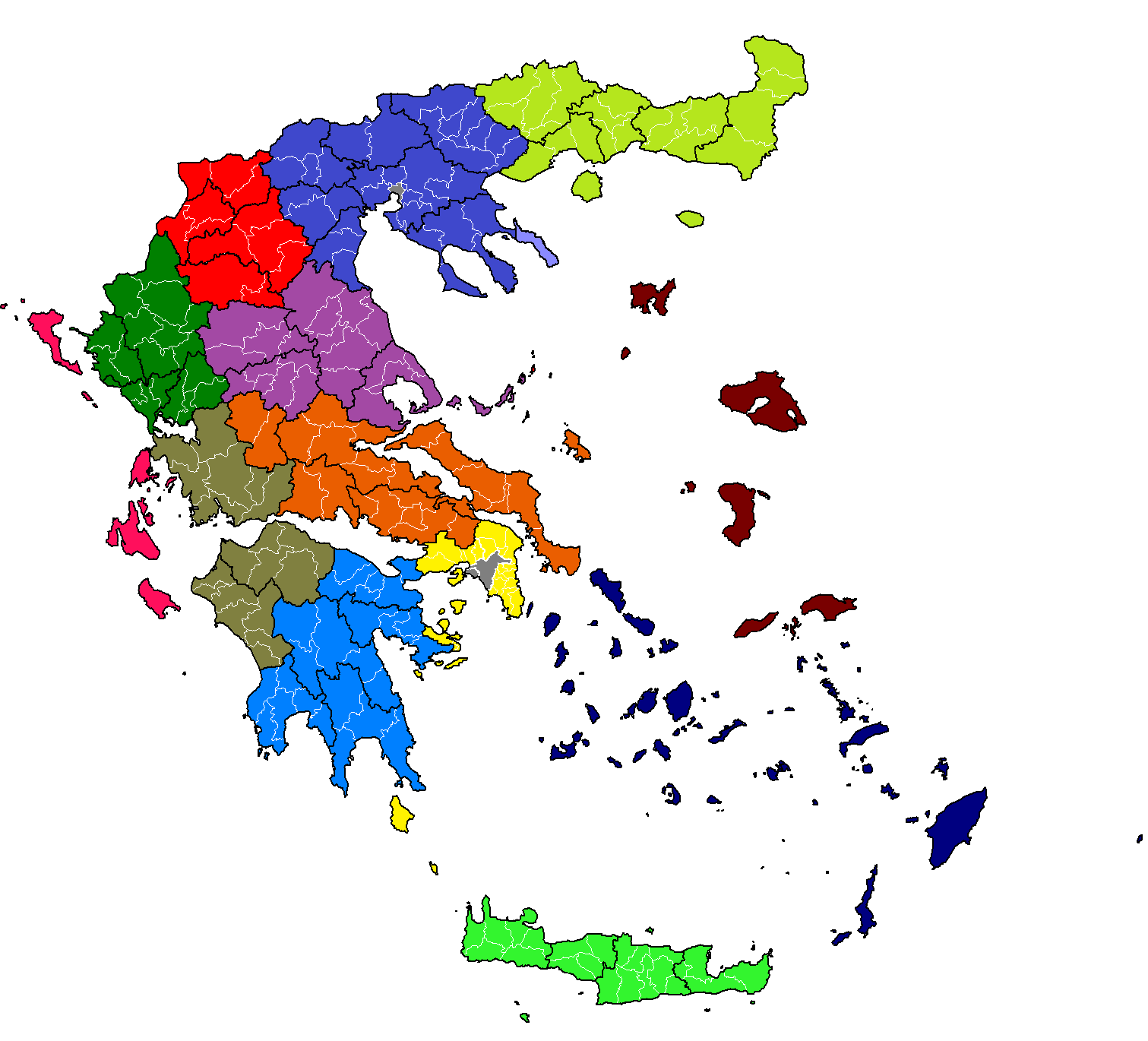
Les subdivisions de la Grèce après la réforme Kallikratis de 2010.

Depuis 2010 et la réforme Kallikratis (du nom de l'architecte antique Callicratès), les divisions administratives de la Grèce ont été simplifiées :
- 13 périphéries (grec moderne : περιφέρεια / periféria, pluriel περιφέρειες / periféries)) ou « régions », et la Communauté monastique du mont Athos.
  - Les anciens nomes (grec moderne : νομός / nomós) ou « préfectures » ont été supprimés, diminuant le nombre d'élus régionaux (de 14 960 à 703).
  - 74 districts régionaux ont été créés pour assurer la continuité avec les nomes supprimés ; cependant ceux-ci ne constituent pas un niveau administratif à part entière.
- Le nombre de dèmes (δήμος / dhimós, pluriel δήμοι / dhimí)  ou « municipalités » est passé de 1 034 à 325, diminuant le nombre d'élus locaux de moitié (16 150 à 8 070).

## Histoire

### Origine
En 1828, le premier Gouverneur de la Grèce indépendante, Ioánnis Kapodístrias, a conduit le premier découpage administratif de la Grèce (el), organisant le Péloponnèse en sept nomes (départements) et les îles en six. Ces nomes étaient subdivisés en provinces (éparchies), et celles-ci en villes et villages. Kapodístrias ayant été assassiné en 1833, le régime politique en Grèce est devenu une monarchie dirigée par un conseil de régence.
Un décret d'avril 1833 (el) rédigé par le juriste allemand von Maurer, sous la régence d'Armansperg, divisa la Grèce en 10 nomes (préfectures) et 47 éparchies (sous-préfectures) et créa aussi les dèmes (municipalités). Nomarques et éparques étaient nommés, mutés et révoqués par le souverain. Au départ, tous les titulaires des postes n'étaient pas forcément grecs. Les démarques (maires) étaient élus localement, mais le système électoral favorisait ceux favorables au régime. Toutes leurs décisions étaient soumises aux nomarques et éparques voire à la Couronne.
Cette organisation administrative fut modifiée à plusieurs reprises, en 1836 (el), 1845 (el), 1899 (el) et 1909 (el). Une importante réforme en 1912 (el) amena à la multiplication des municipalités (dèmes et communautés).
La Constitution de 1952 (article 99) identifiait clairement le rôle administratif des autorités municipales et de communauté. L'article 102 de la Constitution de la République hellénique de 1975 disposait que le premier échelon administratif était celui des communautés et des municipalités.
En 1984 a été votée la loi 1416 pour renforcer les compétences des autorités municipales. En 1986, la Constitution fut modifiée par l’ajout de l’article 101 et 102 qui établissait les relations entre les administrations locales.
En 1995, le décret présidentiel 410 (Code communal et municipal) a codifié la législation concernant les municipalités et communautés. En 1998, la loi 2647 a transféré des responsabilités de l’État aux entités locales.

### ProgrammeKapodístrias(1997)
En 1997, la loi 2539 (el) (baptisée « programme Kapodístrias (el) ») a réorganisé les circonscriptions administratives locales, dans un but de décentralisation. Les 441 municipalités (ou dèmes) et 5 382 communautés ont été fusionnées en 900 municipalités et 133 communautés, ces entités pouvant être à leur tour divisées en districts municipaux ou communaux. Alors qu'avant la réforme, les dèmes ne désignaient que des circonscriptions urbaines, sont ainsi apparus des dèmes « ruraux » dans des zones peu urbanisées.
La réforme a aussi fait disparaître les anciennes « Éparchies » (provinces), une circonscription administrative plus étendue.

### ProgrammeKallikratis(2010)
Le gouvernement Papandréou a lancé en janvier 2010 une réforme des collectivités locales, appelée Kallikratis en référence au célèbre architecte. Ce plan prévoit la fusion de nombreux dèmes, qui ne seraient plus que 326, ainsi que la disparition des nomes. Par ailleurs, la distinction entre dème et communauté a maintenant totalement disparu, les 133 communautés encore existantes ayant soit fusionnées, soit transformées en dèmes.

## Subdivisions européennes

### Groupes de développement régional
Les groupes de développement régional (en grec Γεωγραφική Ομάδα) sont une subdivision administrative européenne définie par Eurostat pour répondre au critère de la nomenclature des unités territoriales statistiques. Il s'agit du premier niveau statistiques en Grèce (NUTS 1).

### Districts municipaux
Les districts municipaux (en grec Δημοτικά Διαμερίσματα, Κοινοτικά Διαμερίσματα) sont une subdivision administrative européenne définie par Eurostat pour répondre au critère des unités administratives locales. Il s'agit du second niveau (LAU 2).